# Sympetrum
Sympetrum és un gènere d'odonats anisòpters de la família Libellulidae.

## Descripció
Són libèl·lules de mida petita o mitjana.
En general quan són joves són de color groc or; en canvi quan són adults els mascles i algunes femelles són de color vermell brillant parcialment o en la seva totalitat. Una excepció a aquest esquema de color és Sympetrum danae.

## Hàbitat
Les més de 50 espècies viuen predominantment en la zona temperada de l'Hemisferi nord; cap Sympetrum és nadiu d'Austràlia.
La majoria dels Sympetrum nord-americans volen a finals d'estiu i tardor.
Fan la posta en estanys i s'alimenten sobre els prats.

## Taxonomia
El gènere inclou les espècies següents:
- Sympetrum ambiguum (Rambur, 1842)
- Sympetrum anomalum Needham, 1930
- Sympetrum arenicolor Jödicke, 1994
- Sympetrum baccha (Selys, 1884)
- Sympetrum chaconi De Marmels, 1994
- Sympetrum commixtum (Selys, 1884)
- Sympetrum cordulegaster (Selys, 1883)
- Sympetrum corruptum (Hagen, 1861)
- Sympetrum costiferum  (Hagen, 1861)
- Sympetrum croceolum (Selys, 1883)
- Sympetrum daliensis Zhu, 1999
- Sympetrum danae (Sulzer, 1776)
- Sympetrum darwinianum Selys, 1883
- Sympetrum depressiusculum (Selys, 1841)
- Sympetrum dilatatum (Calvert, 1892)
- Sympetrum durum Bartenev, 1916
- Sympetrum eroticum (Selys, 1883)
- Sympetrum evanescens De Marmels, 1992
- Sympetrum flaveolum (Linnaeus, 1758)
- Sympetrum fonscolombii (Selys, 1840)
- Sympetrum frequens (Selys, 1883)
- Sympetrum gilvum (Selys, 1884)
- Sympetrum gracile Oguma, 1915
- Sympetrum haematoneura Fraser, 1924
- Sympetrum haritonovi Borisov, 1983
- Sympetrum himalayanum Navás, 1934
- Sympetrum hypomelas (Selys, 1884)
- Sympetrum illotum (Hagen, 1861)
- Sympetrum imitans (Selys, 1886)
- Sympetrum infuscatum (Selys, 1883)
- Sympetrum internum Montgomery, 1943
- Sympetrum kunckeli (Selys, 1884)
- Sympetrum maculatum Oguma, 1922
- Sympetrum madidum (Hagen, 1861)
- Sympetrum meridionale (Selys, 1841)
- Sympetrum nigrifemur (Selys, 1884)
- Sympetrum nigrocreatum Calvert, 1920
- Sympetrum nomurai Asahina, 1997
- Sympetrum obtrusum (Hagen, 1861)
- Sympetrum orientale (Selys, 1883)
- Sympetrum pallipes (Hagen, 1874)
- Sympetrum paramo De Marmels, 2001
- Sympetrum parvulum (Bartenev, 1912)
- Sympetrum pedemontanum (Müller, 1766)
- Sympetrum risi Bartenev, 1914
- Sympetrum roraimae De Marmels, 1988
- Sympetrum rubicundulum (Say, 1840)
- Sympetrum ruptum Needham, 1930
- Sympetrum sanguineum (Müller, 1764)
- Sympetrum semicinctum (Say, 1840)
- Sympetrum signiferum Cannings & Garrison, 1991
- Sympetrum sinaiticum Dumont, 1977
- Sympetrum speciosum Oguma, 1915
- Sympetrum striolatum (Charpentier, 1840)
- Sympetrum tibiale (Ris, 1897)
- Sympetrum uniforme (Selys, 1883)
- Sympetrum verum Bartenev, 1916
- Sympetrum vicinum (Hagen, 1861)
- Sympetrum villosum Ris, 1911
- Sympetrum vulgatum (Linnaeus, 1758)
- Sympetrum xiaoi Han & Zhu, 1997

## Llista de les espècies presents a Catalunya[3]
- Sympetrum flaveolum - Pixaví aureolat
- Sympetrum fonscolombii - Pixaví nervat
- Sympetrum meridionale - Pixaví meridional
- Sympetrum pedemontanum - Pixaví alabarrat
- Sympetrum sanguineum - Pixaví sanguini
- Sympetrum sinaiticum - Pixaví de lligacama
- Sympetrum striolatum - Pixaví estriat
- Sympetrum vulgatum - Pixaví muntanyenc

## Galeria

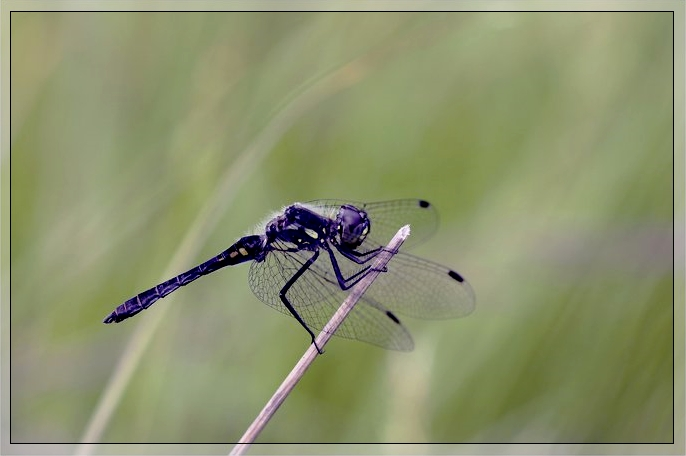
Sympetrum danae
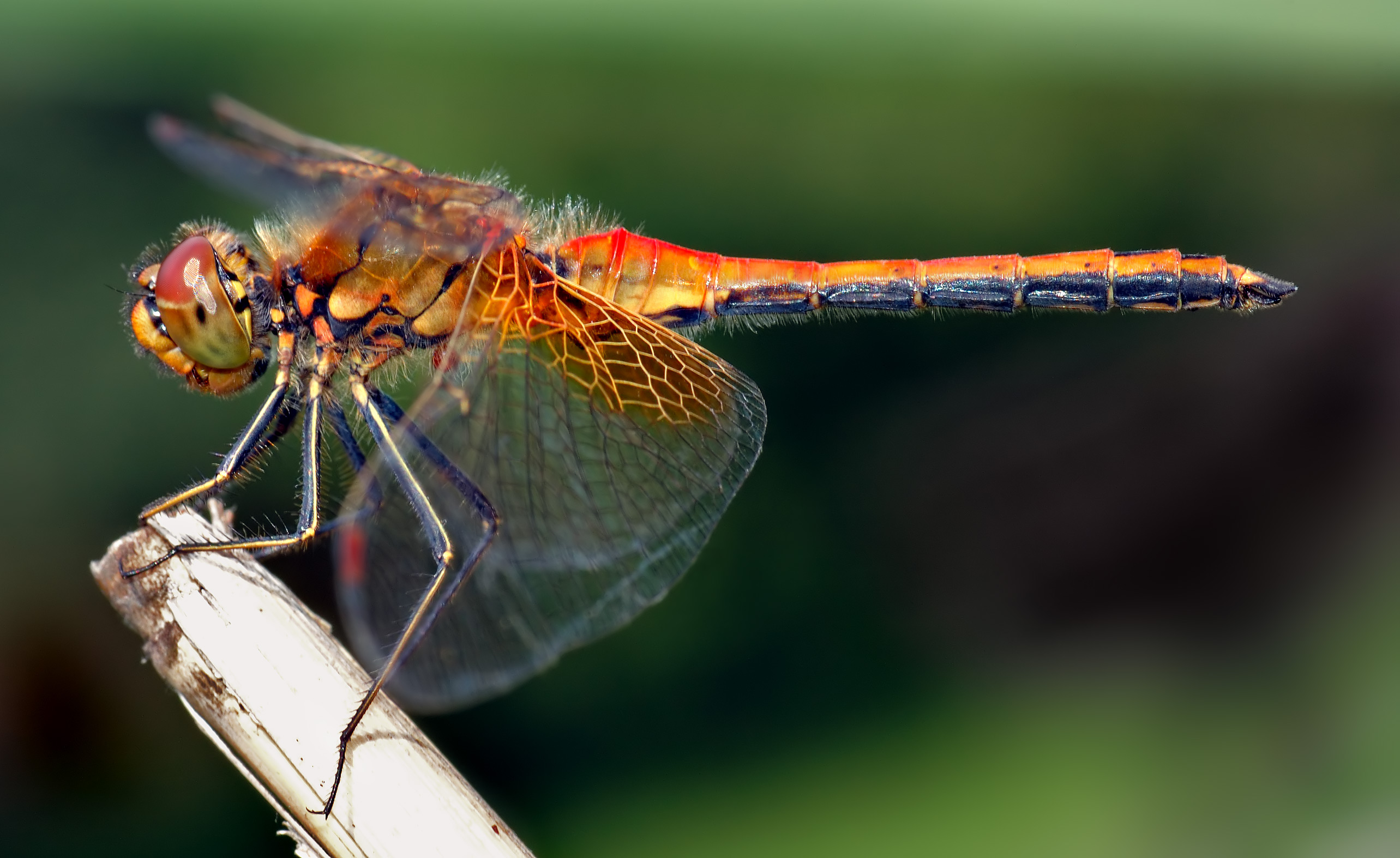
Sympetrum flaveolum
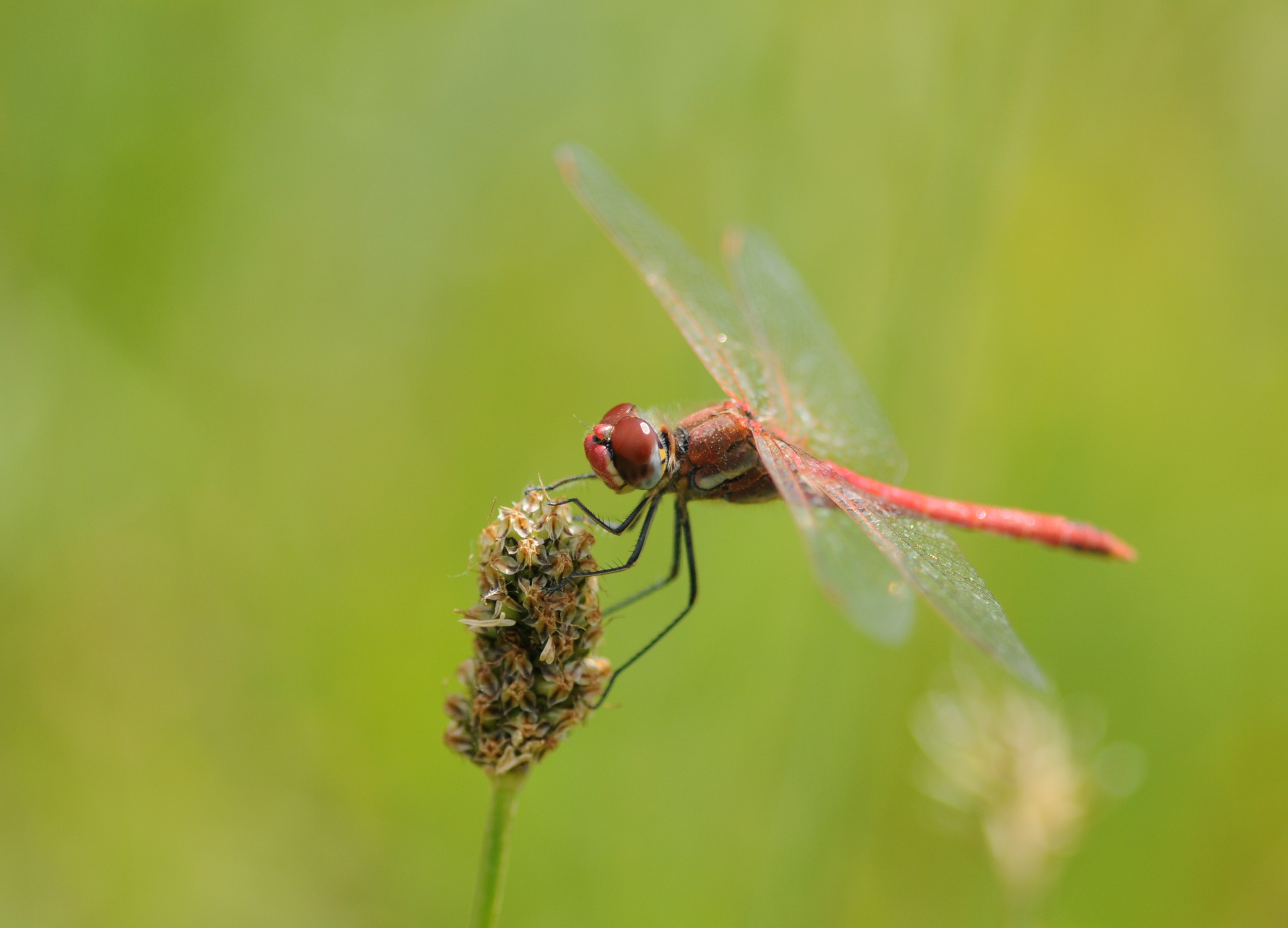
Sympetrum fonscolombii
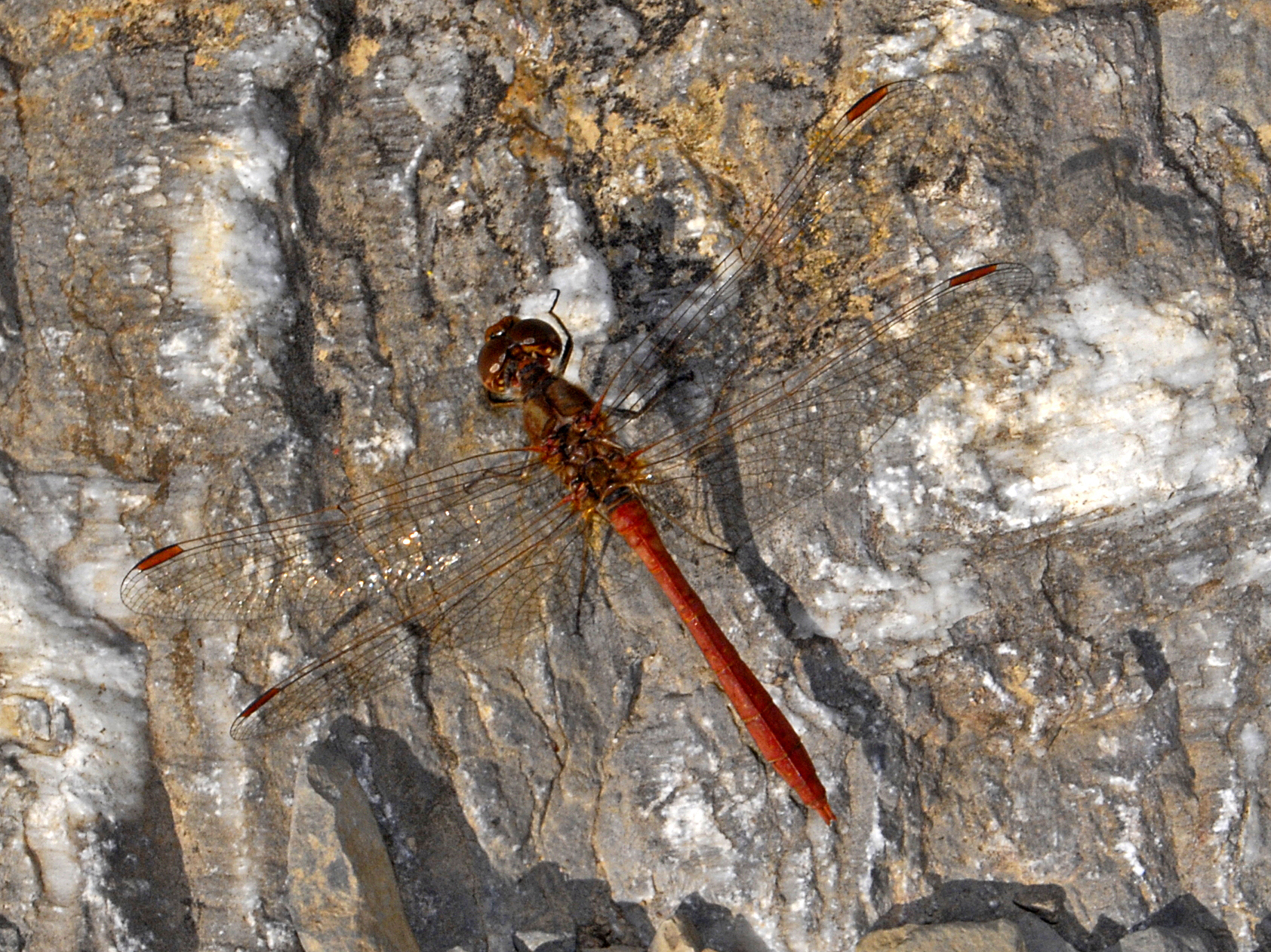
Sympetrum meridionale
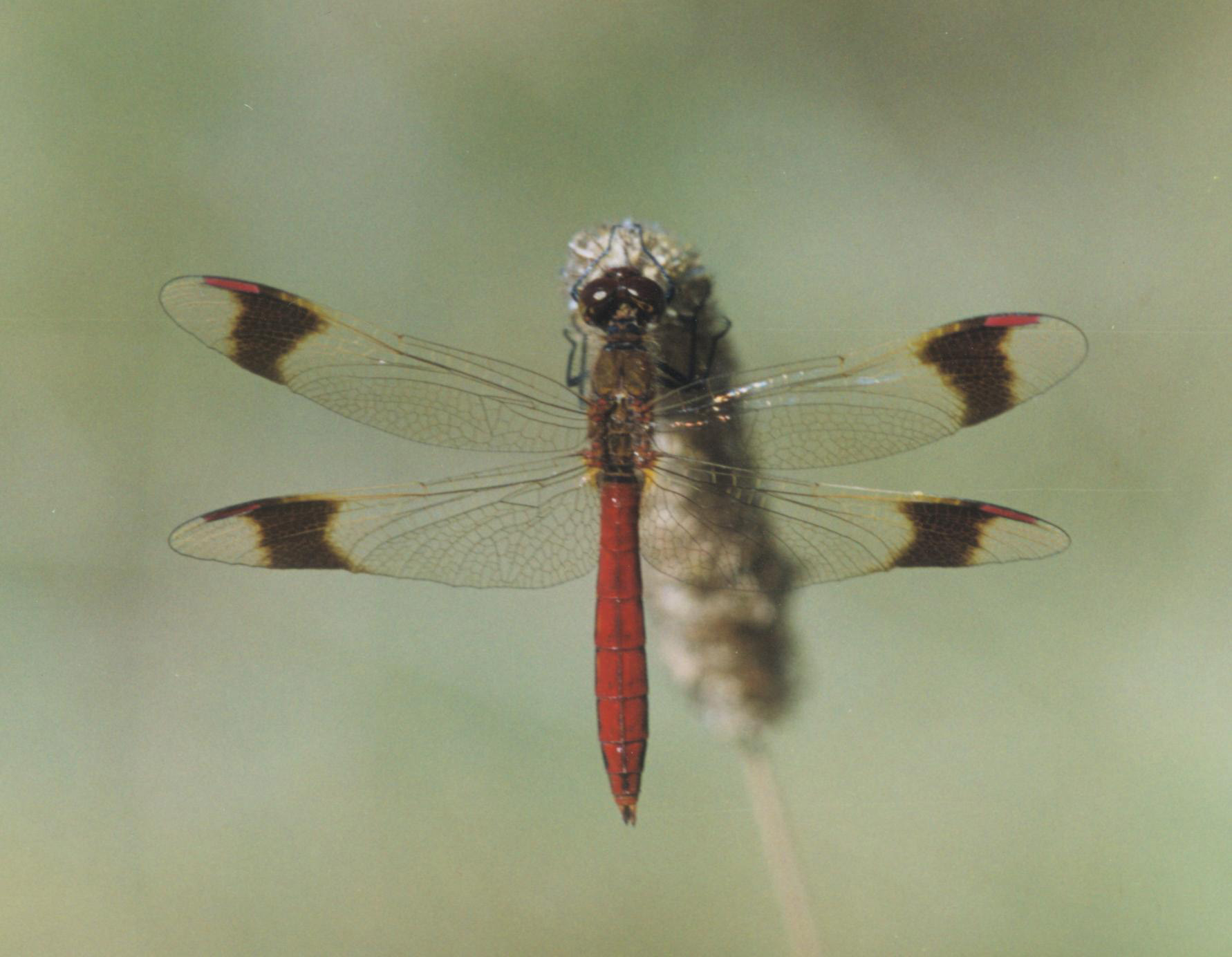
Sympetrum pedemontanum
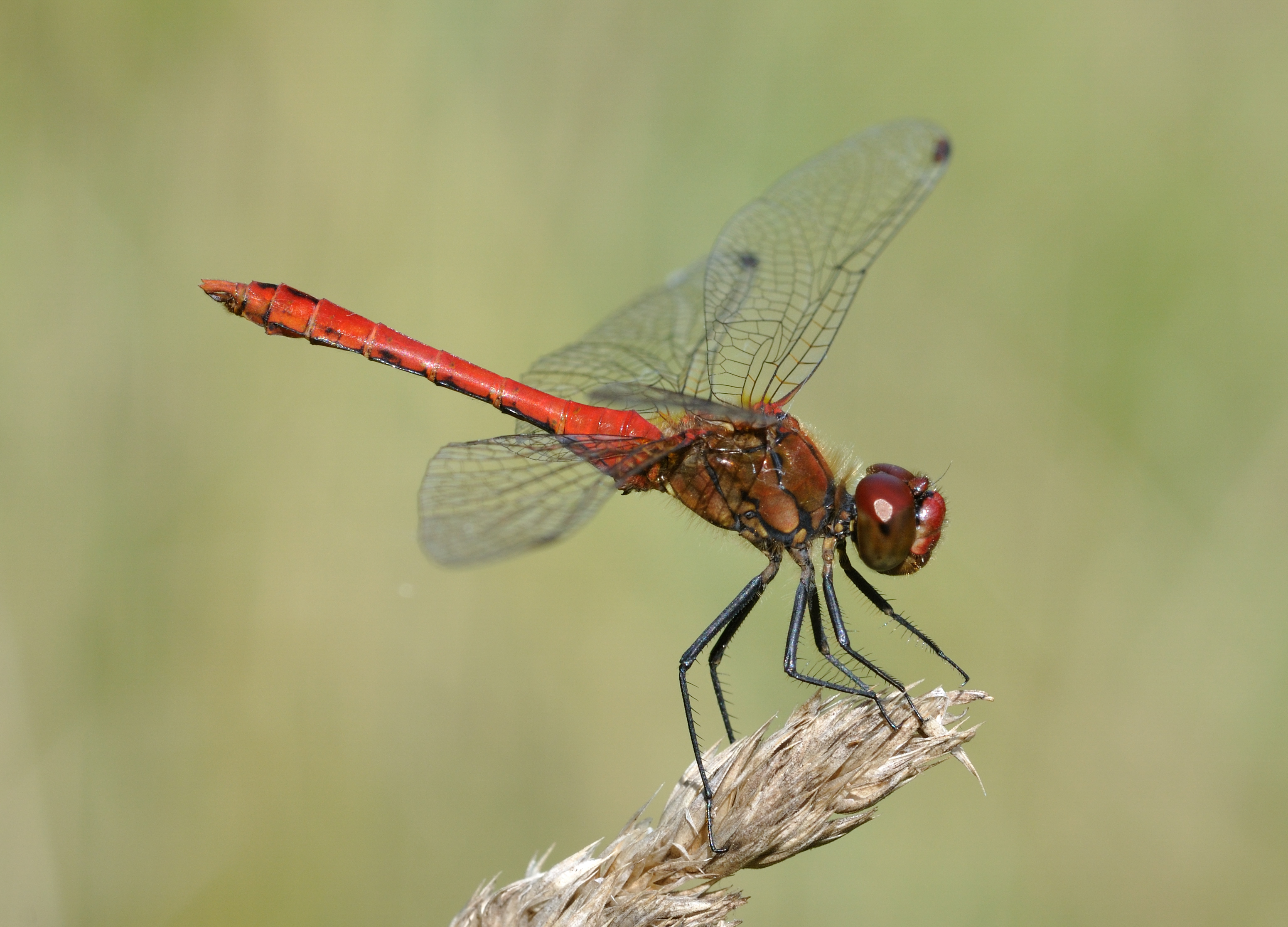
Sympetrum sanguineum
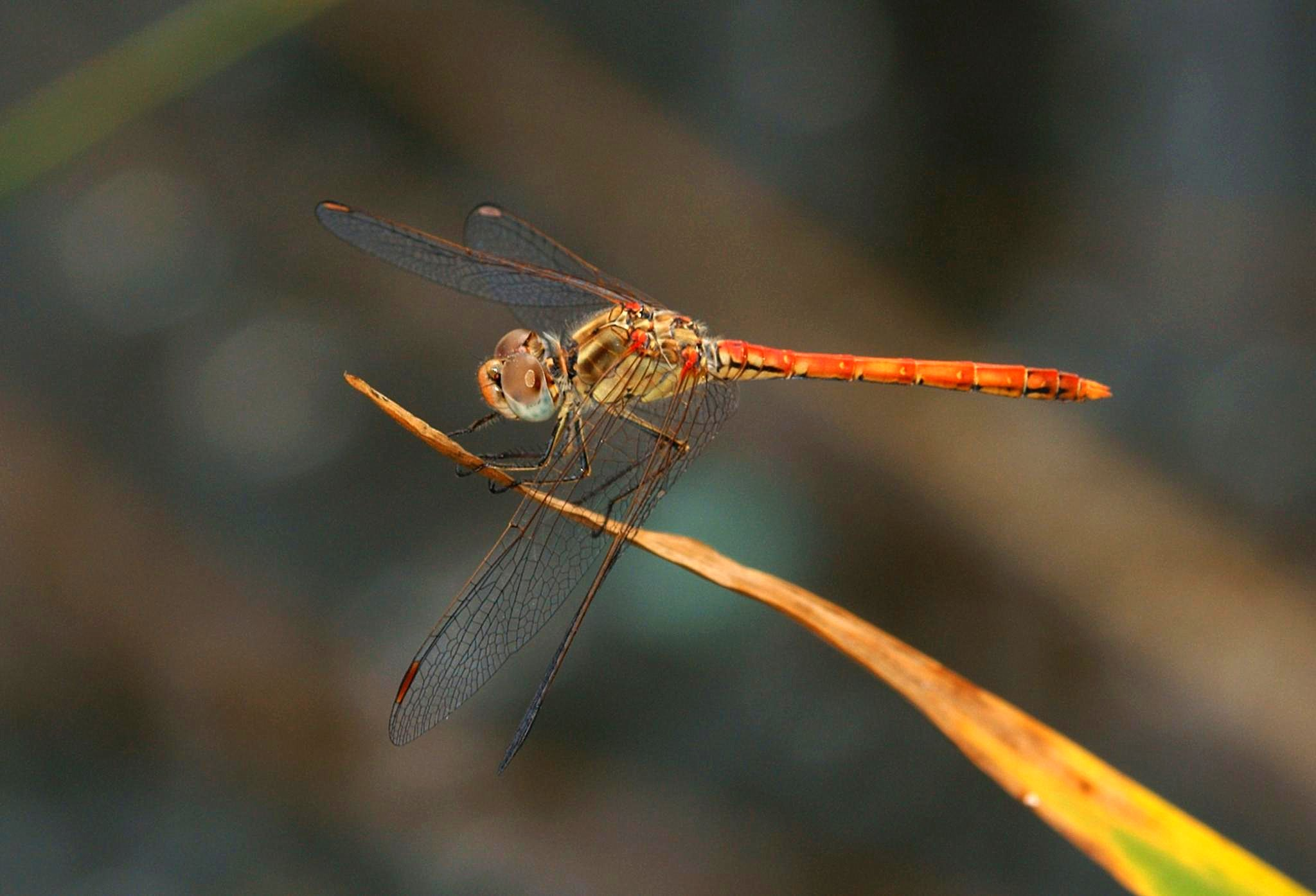
Sympetrum sinaiticum
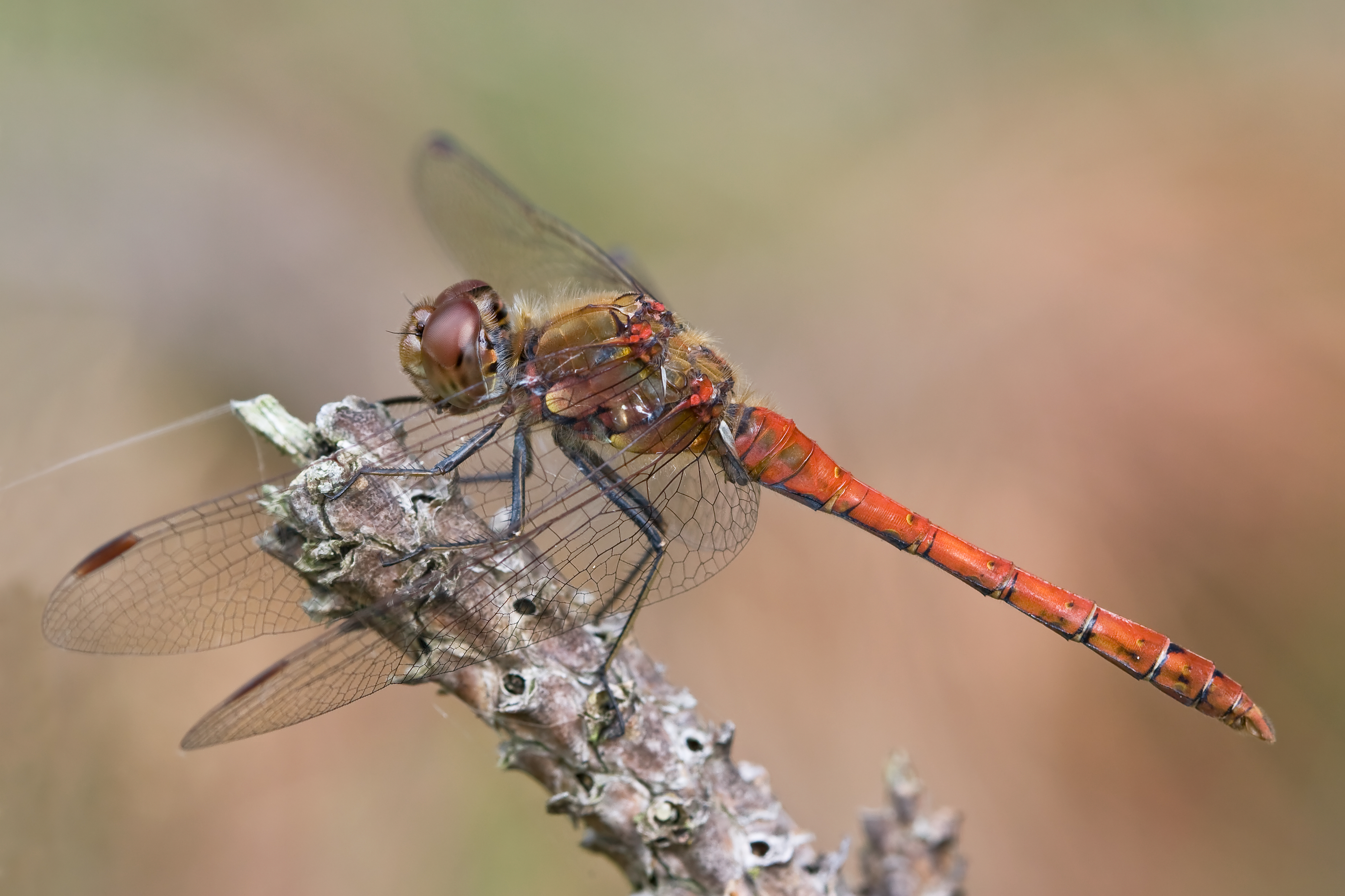
Sympetrum striolatum
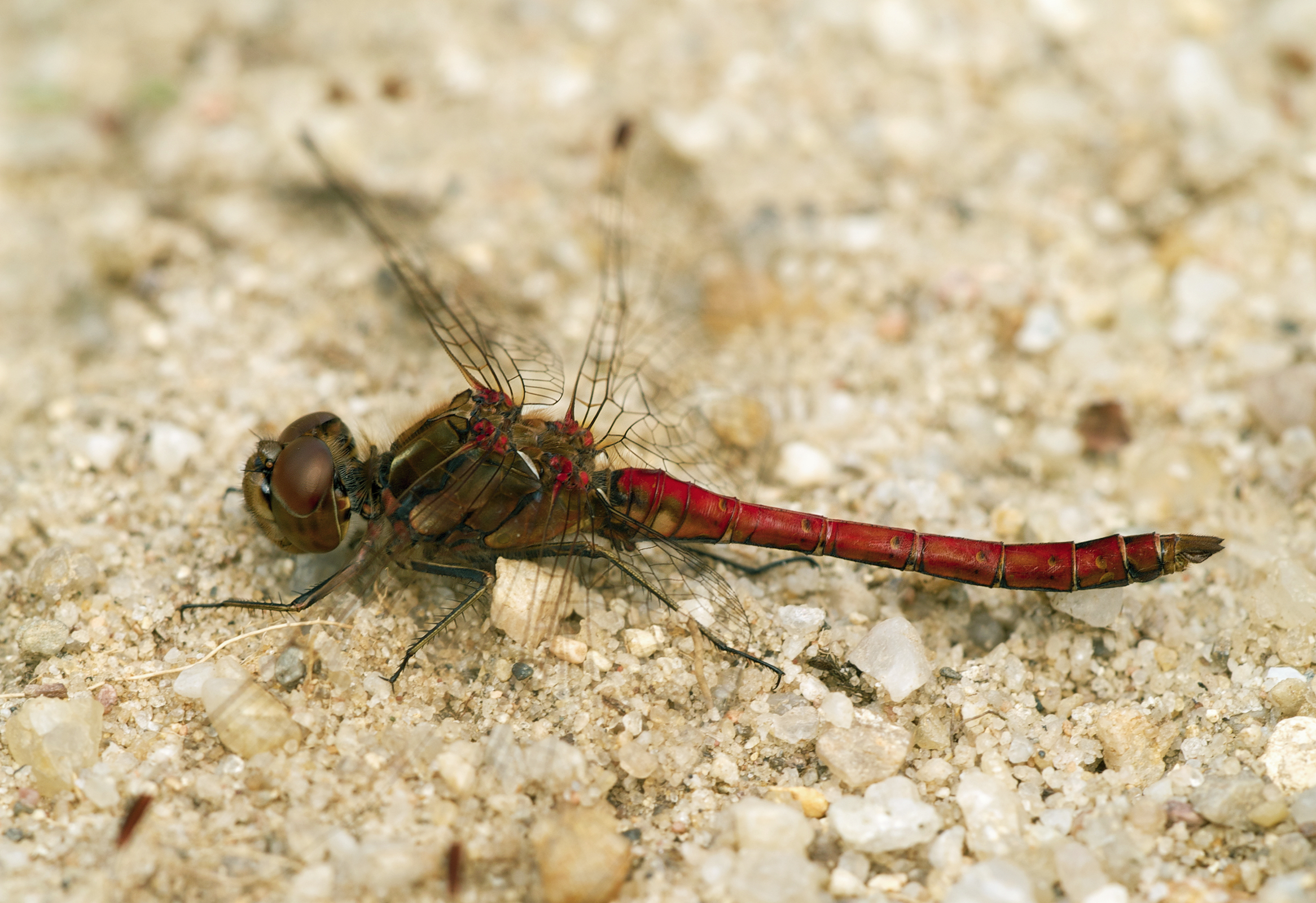
Sympetrum vulgatum